# Parafia św. Jakuba w Olsztynie
Parafia Świętego Jakuba w Olsztynie – rzymskokatolicka parafia w Olsztynie, należąca do archidiecezji warmińskiej i Olsztyn Śródmieście. Została utworzona w 1452. Parafię prowadzą księża diecezjalni.
Od 1 sierpnia 2022 proboszczem parafii jest ks. kan. dr Artur Oględzki. 